# Campeonato Europeo de Gimnasia Artística de 2025
El XI Campeonato Europeo de Gimnasia Artística Individual se celebró en Leipzig (Alemania) entre el 26 y el 31 de mayo de 2025 bajo la organización de la Unión Europea de Gimnasia (UEG) y la Federación Alemana de Gimnasia.
Originalmente, el campeonato iba a realizarse Tel Aviv (Israel), pero debido a la guerra Israel-Gaza, esta sede fue cancelada.
Las competiciones se realizaron en las instalaciones de la Feria de Leipzig.

## Resultados

### Masculino
| Evento                         | Oro                                                                                        | Plata                                                                                                  | Bronce |
| ------------------------------ | ------------------------------------------------------------------------------------------ | --- | --- |
| Concurso completo ind. (29.05) | Adem Asil Turquía 82,398 pts.                                                              | Léo Saladino Francia 81,430 pts.                                                                       | Krisztofer Mészáros · Hungría · 81,164 pts.                                                               |
| Suelo (30.05)                  | Luke Whitehouse Reino Unido 14,500                                                         | Harry Hepworth Reino Unido 14,366                                                                      | Lorenzo Casali · Italia · 13,966                                                                          |
| Caballo con arcos (30.05)      | Hamlet Manukian Armenia 14,766                                                             | Mamikon Jachatrian Armenia 14,733                                                                      | Gabriele Targhetta · Italia · 14,400                                                                      |
| Anillas (30.05)                | Eleftherios Petrunias · Grecia · Adem Asil · Turquía · 14,400                              | — | Artur Avetisian Armenia 14,366                                                                            |
| Salto de potro (31.05)         | Artur Davtian Armenia 14,799                                                               | Jake Jarman Reino Unido 14,733                                                                         | Nazar Chepurny · Ucrania · 14,583                                                                         |
| Paralelas (31.05)              | Nils Dunkel · Alemania · 13,900                                                            | Ian Raubal · Suiza · 13,766                                                                            | Timo Eder · Alemania · 13,700                                                                             |
| Barra fija (31.05)             | Robert Tvorogal · Lituania · 14,300                                                        | Andreas Toba · Alemania · 14,000                                                                       | Anthony Mansard Francia 13,966                                                                            |
| Concurso por equipos (27.05)   | Reino Unido Harry Hepworth Jake Jarman Jamie Lewis Jonas Rushworth Luke Whitehouse 247,528 | Suiza · Luca Giubellini · Matteo Giubellini · Florian Langenegger · Ian Raubal · Noe Seifert · 245,727 | Italia · Yumin Abbadini · Nicola Bartolini · Lorenzo Casali · Edoardo De Rosa · Mario Macchiati · 242,826 |

### Femenino
| Evento                         | Oro                                                                                                   | Plata                                                                                                 | Bronce                                                                                             |
| ------------------------------ | --- | --- | -------------------------------------------------------------------------------------------------- |
| Concurso completo ind. (29.05) | Manila Esposito · Italia · 54,965 pts.                                                                | Alba Petisco · España · 53,264 pts.                                                                   | Ana Bărbosu · Rumania · 52,299 pts.                                                                |
| Salto de potro (30.05)         | Karina Schönmaier · Alemania · 13,983                                                                 | Valentina Gueorguieva Bulgaria 13,900                                                                 | Lisa Vaelen · Bélgica · 13,666                                                                     |
| Barras asimétricas (30.05)     | Nina Derwael · Bélgica · 14,466                                                                       | Bettina Czifra · Hungría · 14,100                                                                     | Ana Bărbosu · Rumania · 13,766                                                                     |
| Barra (31.05)                  | Nina Derwael · Bélgica · 14,033                                                                       | Ana Bărbosu · Rumania · 13,666                                                                        | Sofia Tonelli · Italia · 13,633                                                                    |
| Suelo (31.05)                  | Ana Bărbosu · Rumania · 13,833                                                                        | Manila Esposito · Italia · 13,700                                                                     | Alba Petisco · España · 13,566                                                                     |
| Concurso por equipos (26.05)   | Italia · Alice D'Amato · Manila Esposito · Emma Fioravanti · Giulia Perotti · Sofia Tonelli · 161,930 | Alemania · Helen Kevric · Janoah Müller · Lea Marie Quaas · Karina Schönmaier · Silja Stöhr · 158,396 | Francia Lorette Charpy Romane Hamelin Djenna Laroui Morgane Osyssek-Reimer Ming van Eijken 156,728 |

### Mixto
| Evento         | Oro                                                    | Plata                                          | Bronce                                                  |
| -------------- | ------------------------------------------------------ | ---------------------------------------------- | ------------------------------------------------------- |
| Equipo (28.05) | Timo Eder · Karina Schönmaier · Alemania · 25,566 pts. | Jake Jarman Ruby Evans Reino Unido 25,466 pts. | Lorenzo Casali · Manila Esposito · Italia · 27,966 pts. |

1. ↑  Puntuación obtenida en la ronda por el tercer lugar.

## Medallero
| Núm. | País        | Oro | Plata | Bronce | Total |
| ---- | ----------- | --- | ----- | ------ | ----- |
| 1    | Alemania    | 3   | 2     | 1      | 6     |
| 2    | Reino Unido | 2   | 3     | 0      | 5     |
| 3    | Italia      | 2   | 1     | 5      | 8     |
| 4    | Armenia     | 2   | 1     | 1      | 4     |
| 5    | Bélgica     | 2   | 0     | 1      | 3     |
| 6    | Turquía     | 2   | 0     | 0      | 2     |
| 7    | Rumania     | 1   | 1     | 2      | 4     |
| 8    | Grecia      | 1   | 0     | 0      | 1     |
| 8    | Lituania    | 1   | 0     | 0      | 1     |
| 10   | Francia     | 0   | 1     | 2      | 3     |
| 11   | Suiza       | 0   | 2     | 0      | 2     |
| 12   | España      | 0   | 1     | 1      | 2     |
| 12   | Hungría     | 0   | 1     | 1      | 2     |
| 14   | Bulgaria    | 0   | 1     | 0      | 1     |
| 15   | Ucrania     | 0   | 0     | 1      | 1     |
|      | TOTAL       | 16  | 14    | 15     | 45    |